# Prins Moulay Rachid
Prins Moulay Rachid av Marocko (arabiska الأمير مولاي رشيد), född 20 juni 1970 i Rabat, Marocko, är prins av Marocko. Han är yngste son till den tidigare kungen Hassan II och Lalla Latifa Hammou, en berber. Efter faderns död blev hans äldre bror kung Mohammed VI och Moulay Rachid blev kronprins, tills denna titel övertogs av kungens son, Moulay Hassan.